# Donatas Banionis
Donatas Banionis, né le 28 avril 1924 à Kaunas, en Lituanie, et mort le 4 septembre 2014  à Vilnius, en Lituanie,, est un acteur lituanien et soviétique. Il est surtout connu en Occident pour son interprétation de Kris Kelvin, le personnage principal du film Solaris (1972) d'Andreï Tarkovski.

## Biographie
Natif de Kaunas, Donatas Banionis suit une formation en céramique artisanale à l'école professionnelle de Perm. Il s'installe à Panevėžys en 1941 et devient un acteur populaire au Théâtre dramatique de Panevėžys où il joue depuis l'âge de 17 ans et où son premier professeur  est Juozas Miltinis (en). Il deviendra le directeur artistique de ce théâtre entre 1980 et 1988. Il apparaît aussi sur la scène du Théâtre national d'art dramatique de Lituanie à Vilnius.
Il entame sa carrière cinématographique en jouant dans des films en lituanien, notamment Adomas nori būti žmogumi (Vytautas Žalakevičius, 1959) et Personne ne voulait mourir (Vytautas Žalakevičius, 1966), avant de jouer principalement dans des films en langue russe. Il a également joué hors d'Union soviétique. Il tient notamment le rôle-titre dans la coproduction soviético-est-allemande Goya, l'hérétique (1971), dirigé par Konrad Wolf,, et puis celui du grand compositeur allemand dans la production Deutsche Film AG (DEFA) Beethoven - Tage aus einem Leben en 1976. Banionis aura joué dans sa carrière dans plus de 70 films. Dans les films soviétiques il est prédestiné à jouer les étrangers, à cause de son physique non-slave et d'un léger accent lorsqu'il parle russe.
Il meurt en 2014 dans un hôpital de Vilnius d'une attaque cérébrale et sera enterré au cimetière d'Antakalnis de Vilnius.

## Filmographie sélective
- 1959 : Adam veut être un humain (Adomas nori būti žmogumi) de Vytautas Žalakevičius : Dausa
- 1964 : Marš, marš, tra-ta-ta! de Raimondas Vabalas[9] : major Varnalėša
- 1966 : Attention, automobile (Берегись автомобиля) d'Eldar Riazanov : pasteur
- 1966 : Le Petit Prince (Маленький принц) d'Arūnas Žebriūnas : l'adulte
- 1965 : Personne ne voulait mourir de Vytautas Žalakevičius : Vaitkus
- 1968 : La Saison morte (Мертвый сезон) de Savva Koulich : Konstantin Ladeinikov
- 1969 : La Tente rouge ou Le Jugement des morts (Красная палатка, Krasnaya palatka) de Mikhail Kalatozov : Adalberto Mariano
- 1971 : Le Roi Lear (Король Лир) de Grigori Kozintsev : le duc d’Albany
- 1971 : Goya, l'hérétique (Goya - oder Der arge Weg der Erkenntnis) de Konrad Wolf : Francisco de Goya
- 1972 : Solaris (Солярис) d'Andreï Tarkovski : Kris Kelvin
- 1975 : La Fuite de Monsieur McKinley (Бегство мистера Мак-Кинли) de Mikhail Schweitzer : Monsieur McKinley
- 1976 : Beethoven - Tage aus einem Leben : Ludwig van Beethoven
- 1977 : Armé et très dangereux (Вооружен и очень опасен) de Vladimir Wainstock : Gabriel Conroy
- 1979 : Les Aventures du Prince Florizel (Приключения принца Флоризеля) d'Ievgueni Tatarski : président du club
- 1981 : Le Groupe sanguin zéro (Факт) de Almantas Grikevičius : colonel nazi
- 1987 : À la fin de la nuit (На исходе ночи) de Rodion Nakhapetov : Eimann
- 1991 : Dépression (Depresija) de Aloizs Brenčs : le Vieux

## Prix et récompenses
- 1965 : Artiste émérite de la République socialiste soviétique de Lituanie
- 1966 : Prix du meilleur rôle masculin au Festival international du film de Karlovy Vary pour le film Personne ne voulait mourir
- 1967 : Prix d’État de l'URSS pour le film Personne ne voulait mourir
- 1972 : Prix national de la République démocratique allemande pour le film Goya ou le difficile chemin du savoir (Goya or the Hard Way to Enlightenment, 1971)
- 1973 : Artiste du Peuple de la République socialiste soviétique de Lituanie
- 1974 : Artiste du peuple de l'URSS
- 1977 : Prix d’État de l'URSS pour le film La Fuite de Monsieur McKinley (Escape of Mr. McKinley)
- 1999 : Ordre de l'Honneur
- 2009 : Ordre de l'Amitié
- 2013 : Prix national de la culture et de l'art[10]

## Divers
- Goya ou le difficile chemin du savoir a été diffusé sur Arte le mercredi 24 mai 2016 à 23 h 05 sous un autre titre Goya, l'hérétique[11]. À cette date il n'y avait pas de DVD pour visionner ce film.